# Халід Аль-Ганнам
Халід Аль-Ганнам (англ. Khalid Al-Ghannam, нар. 8 листопада 2000) — саудівський футболіст, нападник клубу «Аль-Кадісія».

## Клубна кар'єра
У дорослому футболі дебютував 2018 року виступами за команду клубу «Аль-Кадісія», кольори якої захищає й донині.

## Виступи за збірні
2018 року дебютував у складі юнацької збірної Саудівської Аравії, взяв участь у 5 іграх на юнацькому рівні, відзначившись 2 забитими голами.
З 2017 року залучався до складу молодіжної збірної Саудівської Аравії. На молодіжному рівні зіграв у 2 офіційних матчах, забив 1 гол. З командою до 20 років поїхав на молодіжний чемпіонат світу 2019 року у Польщі.

## Досягнення
- Володар Суперкубка Саудівської Аравії (1):

«Ан-Наср»: 2020
Збірні
- Переможець Юнацького (U-19) кубка Азії: 2018